# Bradley Motor Car Company
Bradley Motor Car Company war ein US-amerikanischer Hersteller von Automobilen.

## Unternehmensgeschichte
Das Unternehmen wurde 1920 in Cicero in Illinois gegründet. Im Frühling 1920 begann die Produktion von Automobilen. Der Markenname lautete Bradley. Viele Teile wurden zugekauft. Im November 1920 begann die Insolvenz. 1921 endete die Produktion. Insgesamt entstanden je nach Quelle 200 bis 250 oder 263 Fahrzeuge.

## Fahrzeuge
Zunächst erschien das Model H. Es hatte einen Vierzylindermotor von Lycoming. Das Fahrgestell hatte 295 cm Radstand. Der offene Tourenwagen  bot Platz für fünf Personen.
Im Verlauf des Jahres 1920 ergänzte das Model F das Sortiment. Es galt als Modelljahr 1921 und hatte einen Sechszylindermotor. Radstand und Aufbau entsprachen dem Model H.

## Modellübersicht
| Jahr | Modell  | Zylinder | Radstand (cm) | Aufbau      |
| ---- | ------- | -------- | ------------- | ----------- |
| 1920 | Model H | 4        | 295           | Tourenwagen |
| 1921 | Model H | 4        | 295           | Tourenwagen |
| 1921 | Model F | 6        | 295           | Tourenwagen |